# Garaeus chamaeleon
Garaeus chamaeleon är en fjärilsart som beskrevs av Eugen Wehrli 1936. Garaeus chamaeleon ingår i släktet Garaeus och familjen mätare. Inga underarter finns listade i Catalogue of Life.